# Chiesa di Sant'Agostino (Castiglion Fiorentino)
La chiesa di Sant'Agostino è un edificio di culto che si trova in via delle Carbonaie a Castiglion Fiorentino.

## Storia e descrizione
Assunse il nome dal 1333, quando i frati agostiniani si insediarono in un precedente edificio del XIII secolo dedicato a San Paolo eremita. Da quell'anno i frati iniziarono a rinnovare la chiesa insieme al convento, che fu trasformata completamente entro il 1398. Tra il 1579 e il 1588 fu ulteriormente ristrutturata e venne anche rialzata.  
La semplice facciata, di aspetto romanico e in arenaria, dal profilo a capanna, è preceduta da una scalinata,. 
L'interno è ad aula unica, conclusa da tre cappelle absidali. 
Tra i dipinti conservati si ricordano la tela di Orazio Porta (1570 circa) con San Nicola da Tolentino, Francesco, Monica, Maddalena ed Agostino che incornicia un più antico affresco con la Madonna del Latte, la Probatica piscina di Giovanni Battista Paggi (fine XVI secolo) e la Vergine in gloria tra i Santi Nicola ed Antonio attribuito a Adriano Zabarelli detto il Paladino (1667) collocati nel coro.
Importante peculiarità della chiesa, è il fatto che è una delle pochissime italiane ad aver avuto un grande affresco sulla facciata esterna, rappresentante tre santi. Tuttavia tale opera è andata perduta a causa degli agenti atmosferici negli anni di fine settecento.
Gran parte della copertura dell'edificio è collassata il 31 agosto 2014. La chiesa è attualmente inagibile.